# 米納斯尼約克山 (阿雷基帕-庫斯科)
14°47′53″S 72°26′3″W / 14.79806°S 72.43417°W
米納斯尼約克山（Minasniyuq），是秘魯的山峰，位於該國南部拉烏尼翁省和瓊比維卡省，處於庫爾帕庫喬山西北面，屬於安第斯山脈的一部分，海拔高度5,200米。